# Claude Buchon
Claude Buchon (* 9. Februar 1949 in Saint-Brieuc; † 23. Juni 2024) war ein französischer Radrennfahrer und nationaler Meister im Radsport.

## Sportliche Laufbahn
Buchon war im Bahnradsport und im Straßenradsport aktiv. Er hatte seinen bedeutendsten sportlichen Erfolg mit dem Gewinn der Bronzemedaille in der Mannschaftsverfolgung bei den Bahnradsport-Weltmeisterschaften 1969. Der französische Bahnvierer startete mit René Grignon, Claude Buchon, Daniel Rebillard und Bernard Darmet.
Auf der Straße gewann er die nationale Meisterschaft im Mannschaftszeitfahren 1972 mit Alain Huby, Michel Le Denmat und Maurice Le Guilloux. 1975 gewann er den Titel erneut. 1976 konnte er den Meistertitel mit Loïc Gautier, Jean-Paul Maho und Jean-Michel Richeux verteidigen. 1971 war er mit seinem Team Vize-Meister geworden.
1971 siegte er im Eintagesrennen Paris–Évreux. Das Etappenrennen Circuit de Bretagne-Sud gewann er 1972 mit einem Tageserfolg. 1977 holte er dort einen weiteren Etappensieg.
Er war Teilnehmer der Olympischen Sommerspiele 1976 in Montreal. Im Mannschaftszeitfahren kam Frankreich mit Claude Buchon, Loïc Gautier, Jean-Paul Maho und Jean-Michel Richeux auf den 20. Rang.